# Gmina Halinów
Die Gmina Halinów ist eine Stadt-und-Land-Gemeinde im Powiat Miński der Woiwodschaft Masowien in Polen. Ihr Sitz ist die gleichnamige Stadt mit etwa 3750 Einwohnern.

## Geographie
Die Gemeinde liegt etwa 15 Kilometer östlich der Landeshauptstadt Warschau. Nachbargemeinden sind Dębe Wielkie, Sulejówek, Wiązowna und Zielonka.
Die Gemeinde hat eine Fläche von 63,1 km², von der 65 Prozent land und 19 Prozent forstwirtschaftlich genutzt werden.

## Geschichte
Die Landgemeinde wurde 1973 aus einer Gromada gebildet. Zum 1. Januar 2001 wurde Halinów zur Stadt und die Gemeinde zur Stadt-und-Land-Gemeinde erhoben. Ihr Gebiet gehörte bis 1975 zur Woiwodschaft Warschau. Es kam dann bis 1998 zur stark verkleinerten Woiwodschaft gleichen Namens, der Powiat wurde in dieser Zeit aufgelöst. Zum 1. Januar 1999 kam die Gemeinde zur Woiwodschaft Masowien und zum wiedererrichteten Powiat Miński.
Von 1952 bis 1957 war ein größerer Teil des Gemeindegebiets ein Bezirk des Powiat miejsko-uzdrowiskowy Otwock.

## Gliederung
Die Stadt-und-Land-Gemeinde Halinów besteht aus der Stadt selbst und 22 Dörfern mit Schulzenamt (sołectwo):
- Brzeziny
- Budziska
- Cisie
- Chobot
- Desno
- Długa Kościelna
- Długa Szlachecka
- Grabina
- Hipolitów
- Józefin
- Kazimierów
- Królewskie Brzeziny
- Krzewina
- Michałów
- Mrowiska
- Nowy Konik
- Okuniew
- Stary Konik
- Wielgolas Brzeziński
- Wielgolas Duchnowski
- Zagórze
- Żwirówka

## Verkehr
Die Landesstraße DK2 (Europastraße 30) verbindet die Gemeinde mit Warschau im Westen und Biała Podlaska im Osten.
Die Koleje Mazowieckie bietet Nahverkehrsverbindungen nach Warschau.
Der nächste internationale Flughafen ist Warschau.